# Важани-над-Літавою
Важани-над-Літавою (чеськ. Vážany nad Litavou), до 1945 Лінгартські Важани) — село, громада в Моравії, район Вишков, Південноморавський край, Чехія. Населення — 719 жителів. Через село тече річка Літава.

## Історія
Важани були вперше згадані 1287 року.

## Населення
В році 2018 тут жило 719 жителів.
Національністі у селі: Чеська 73%,Моравська 24%,Українська 1%,Словенська 0,2% не виявлено та інші національності 1,8%.
| кількість | 1869 | 1880 | 1900 | 1910 | 1921 | 1930 | 1950 | 1961 | 1970 | 1980 | 1991 | 2001 | 2011 |
| --------- | ---- | ---- | ---- | ---- | ---- | ---- | ---- | ---- | ---- | ---- | ---- | ---- | ---- |
| жителів   | 586  | 698  | 832  | 879  | 953  | 1053 | 899  | 969  | 822  | 707  | 631  | 628  | 685  |
| будинків  | 106  | 123  | 145  | 172  | 182  | 237  | 249  | 247  | 241  | 220  | 255  | 259  | 263  |

## Пам'ятки
- Церква Святого Бартоломія з 13. століття
- Замок Важани-над-Літавою (колишній замок)
- меморіал А.Латала